# エルヨン・トラ

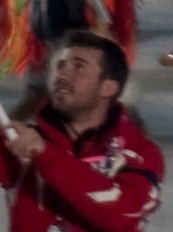
Erjon Tola

エルヨン・トラ（Erjon Tola、1986年12月5日 - ）は、アルバニアの男子アルペンスキー選手。ティラナ出身。
2006年トリノオリンピックにただ一人アルバニア初の冬季オリンピック出場選手としてアルペンスキー種目に出場、スーパ大回転56位、大回転35位、回転は棄権。2010年バンクーバーオリンピックでも再び唯一のアルバニア代表として参加、大回転63位、回転48位となった。